# 渡辺隼斗
渡辺 隼斗（わたなべ はやと、1987年8月20日 - ）は、日本の俳優、演出家。ジャパンアクションエンタープライズ（以下、JAE）所属。演劇ユニット・イルカ団!!主宰。

## 経歴
福島県出身。
幼少期からジャッキー・チェンに憧れており、アクション俳優を目指して、JAEの養成所に39期生として入所した。
卒業後は同事務所に所属し、ヒーローショーや映画など様々な現場を経験していたが、舞台の仕事の際に魅力を感じたことがきっかけとなり、演劇を中心に活動するようになった。
特に、演劇プロデュースユニット・イルカ団!とは深い親交があり、2015年以降、イルカ団!の劇に参加している。
2021年8月頃に主宰の小林ヒデタケが急死した後、11月1日に自身のTwitterにて、イルカ団の作品・権利を引継ぎ、新たに「イルカ団!!」を主宰することを発表した。
同時に、2021年10月1日にJAEとの専属契約を解除し、業務提携契約を結んだことを発表した。
2022年には舞台「蒼天の宴」や「Q.T!!!」にて演出を担当した。特に「Q.T!!!」は、第34回池袋演劇祭にて豊島区長賞を受賞した。

## 人物
趣味・特技として、ピアノ、陸上、ゲーム、ボウリング、麻雀、料理を挙げている。

## 主な出演作品

### テレビドラマ
- オトメン（乙男） 第1話（2009年、フジテレビ） - 高校生 役[* 1][* 2]
- 東京DOGS 第4話（2009年、フジテレビ） - 大山の仲間 役[* 1][* 2]
- 外事警察（2009年、NHK） - SAT 役[* 2]
- ハンマーセッション! 第9話（2010年、TBS） - 極東生徒 役[* 1][* 2]
- SPEC〜警視庁公安部公安第五課 未詳事件特別対策係事件簿〜 第1話（2010年、TBS） - SIT隊員 役[* 1][* 2]
- 塚原卜伝 第3話（2011年、NHK） - 雑兵 役[* 1]
- 仮面ライダーウィザード（2012年、テレビ朝日） - 木崎幹部 役[* 1]
- 戦国★男士 第15話（2012年、テレビ神奈川 他） - 岡左内 役[* 1][* 2]
- SPEC〜翔〜（2012年、TBS） - 黒服の男 役[* 1][* 2]
- ヒトリシズカ（2012年、WOWOW） - 玉置玲央吹き替え[* 1]
- SPEC〜零〜（2013年、TBS） - 通行人 役[* 2]
- 三匹のおっさん3〜正義の味方、みたび!!〜（2017年、テレビ東京） - チンピラ 役[* 2]

### 映画
- BECK（2009年） - 兵藤軍団 役[* 1][* 2]
- 仮面ライダー×仮面ライダー W&ディケイド MOVIE大戦2010（2009年）[* 1]
- 半次郎（2010年） - 官軍兵士 役[* 1][* 2]
- サンブンノイチ（2014年） - 酔ったお客 役[* 2]
- 劇場版 ルパンの娘（2021年）[* 2]

### 舞台
- JAE 第9回プロデュース公演「絆・KIZUNA」（2009年、シアターサンモール） - 客 役[* 1][* 2]
- 大江戸りびんぐでっど（2009年、歌舞伎座） - アクションクルー[* 1][* 2]
- 野田版「鼠小僧」（2009年、歌舞伎座） - アクションクルー[* 1][* 2]
- Endless SHOCK（2010年、帝国劇場） - セーフティー[* 1]
- *pnish* vol.12「ウエスタンモード」（2010年、天王洲 銀河劇場） - アンサンブル[* 1][* 2]
- 苦闘のラブリーローバー（2010年、ウッディシアター中目黒） - シン 役[* 1][* 2]
- *pnish*プロデュース「パニックカフェ」（2011年、赤坂RED/THEATER） - ジャンクブラザーズ弟 役[* 1][* 2]
- 新宿バックストリート（2011年、全労済ホール スペース・ゼロ） - 真壁隼 役[* 1][* 2]
- 新・水滸伝（2011年、中日劇場） - アンサンブル[* 1][* 2]
- 滝沢歌舞伎（2011年、日生劇場） - アンサンブル[* 1][* 2]
- DREAM BOYS（2011年、帝国劇場） - アンサンブル[* 2]
- Endless SHOCK 2012（2012年、帝国劇場） - アンサンブル[* 1][* 2]
- イヌッコロSHOW CASE Ver.1「恋するアンチヒーロー」（2012年、劇場HOPE） - 新田 役[* 2]
- 滝沢演舞城 2013（2013年、新橋演舞場）[* 2]
- 人狼TLPT X（ザ・ライブプレイングシアター クロス） 新撰組〜壬生村の狼〜（2013年、吉祥寺シアター） - 大石鍬次郎 役[* 2][* 7]
- 人狼 ザ・ライブプレイングシアターX新撰組〜壬生村の狼 至誠の巻〜（2014年、CBGKシブゲキ!!） - 大石鍬次郎 役[* 2][* 7]
- ミュージカル忍たま乱太郎 第6弾〜凶悪なる幻影〜[3]（2015年、サンシャイン劇場 他） - ドクタケ忍者隊弐 役[* 2][4]
- 人狼TLPT X 「PSYCHO-PASS サイコパス」〜INNOCENT MURDERER〜（2015年、シアターサンモール）[5] - 執行官 橙馬 篤司 役[* 7]
- イルカ団!×鷺沢萠 『ウェルカム・ホーム!』（2016年、ウッディシアター中目黒）[* 4][6]
- 人狼TLPT×新撰組外伝～払暁の狼～（2017年、全労済ホール スペース・ゼロ）[7] - 伊藤俊輔 役[* 2][* 7]
- ハッピーハードラック（2017年、恵比寿・エコー劇場）[8] - 加藤 役[* 2]
- ASSH 十五周年記念興行「雷ヶ丘に雪が降る」（2017年、俳優座劇場）[9] - 蛟 役[* 2]
- RATATATTAT!×モーリス・ルブランARSÈNE LUPIN「et Sonia!」（2018年、ウッディシアター中目黒）[* 8][10][11] - 主演 シャルムラース公爵/アルセーヌ・ルパン 役[* 2]
- 人狼TLPT×ドラゴンクエストX「勇者姫と薔薇の盟友」（2018年、シアター1010）[12][13] - 武闘家ムサシ 役[* 2][* 7]
- イルカ団! DRACULA “Dies irae!” ＆ “Lacrimosa!”（2018年、ウッディシアター中目黒）[* 9][14] - 主演 ジョナサン・ハーカー/ドラキュラ 役[* 2]
- Bunkamura30周年企画「ハムレット」（2019年、シアターコクーン）[15][16] - ルシエーナス 役ほか[* 2]
- イルカ団! ARSÈNE LUPIN 3e “et DEUX SOURIRES”（2020年、ウッディシアター中目黒）[* 10][17] - アルセーヌ・ルパン 役[* 2]
- イベント企画OZ vol.14「蒼天の宴」（2022年、シアターサンモール） - 近藤勇 役 ※演出も担当[1]
- 人狼TLPT 10th Anniversary -ROSERIUM-（2022年、シアターサンモール）[18] - 剣豪ムサシ 役[* 7]

### CM
- サントリー、缶チューハイ　マイナス 196℃極キレ（2017年）[* 2]

### インターネットテレビ
- イルカ団! PRESENTS 劇団EXPO2020 参加作品「RATATATTAT! EXTRAEDITIONVOL.2 Q.T!!」（2020年、Vimeo）[* 2][* 11]
- ドラマ「SLUG LINE INT THE“探偵事務所”」（2021年、ツイキャス）[* 2][19]